# Нарин-Ацагат
Нарин-Ацагат (рос. Нарын-Ацагат) — село Заіграєвського району, Бурятії Росії. Входить до складу Сільського поселення Ацагатське.
Населення — 568 осіб (2015 рік).